# Lijst van Mariospellen op serie
Hieronder staat de complete lijst van Mariospellen, gerangschikt op serie.

## Super Mario Bros.
- Super Mario Bros. (NES, Famicom Disc System, Game Boy Advance, Virtual Console)
- Super Mario Bros.: The Lost Levels (Famicom Disc System, Game Boy Advance, Virtual Console)
- Vs. Super Mario Bros. (Arcade)
- Super Mario Bros. 2 (NES, Virtual Console)
- Super Mario Bros. 3 (NES, Virtual Console, GBA)
- Super Mario All-Stars (SNES, Wii)
- Super Mario Bros. Deluxe (Game Boy Color)
- Super Mario Bros. Wonder ( Nintendo Switch)

## New super Mario Bros.
- New Super Mario Bros. (Nintendo DS)
- New Super Mario Bros. Wii (Wii)
- New Super Mario Bros. 2 (Nintendo 3DS)
- New Super Mario Bros. U (Wii U)
- New Super Mario Bros. U Deluxe (Nintendo Switch)

## Super Mario Land
- Super Mario Land (Game Boy)
- Super Mario Land 2: 6 Golden Coins (Game Boy)
- Wario Land: Super Mario Land 3 (Game Boy)
- Super Mario 3D Land (Nintendo 3DS)

## Dr. Mario
- Dr. Mario (NES, Game Boy, Game Boy Advance)
- Dr. Mario & Tetris (SNES)
- Dr. Mario 64 (Nintendo 64)
- Dr. Mario & Germ Buster (WiiWare)
- A Little Bit of... Dr. Mario (DSiWare)
- Dr. Mario World (iOS, Android)

## Super Mario World
- Super Mario World (NES, SNES, Virtual Console)
- Super Mario World 2: Yoshi's Island (SNES)
- Super Mario World: Super Mario Advance 2 (Game Boy Advance)
- Super Mario 3D World (Wii U)
- Super Mario 3D World + Bowsers Fury (Nintendo Switch)

## Mario Kart
- Super Mario Kart (SNES)
- Mario Kart 64 (Nintendo 64, Virtual Console)
- Mario Kart: Super Circuit (Game Boy Advance)
- Mario Kart: Double Dash!! (Nintendo GameCube)
- Mario Kart Arcade GP (Arcade)
- Mario Kart DS (Nintendo DS, Virtual Console Wii u)
- Mario Kart Arcade GP 2 (Arcade)
- Mario Kart Wii (Wii)
- Mario Kart 7 (Nintendo 3DS)
- Mario Kart Arcade GP DX (Arcade)
- Mario Kart 8 (Wii U)
- Mario Kart 8 Deluxe (Nintendo Switch)
- Mario Kart Tour (iOS, Android)

## Mario Party
- Mario Party (Nintendo 64)
- Mario Party 2 (Nintendo 64)
- Mario Party 3 (Nintendo 64)
- Mario Party 4 (Nintendo GameCube)
- Mario Party-e (e-Reader)
- Mario Party 5 (Nintendo GameCube)
- Mario Party 6 (Nintendo GameCube)
- Mario Party Advance (Game Boy Advance)
- Mario Party 7 (Nintendo GameCube)
- Mario Party 8 (Wii)
- Mario Party DS (Nintendo DS)
- Mario Party 9 (Wii)
- Mario Party: Island Tour (Nintendo 3DS)
- Mario Party 10 (Wii U)
- Mario Party: Star Rush (Nintendo 3DS)
- Mario Party: The Top 100  (Nintendo 3DS)
- Super Mario Party (Nintendo Switch)
- Mario Party Superstars (Nintendo Switch)

## Mario Golf
- Mario Golf (Nintendo 64, Virtual Console)
- Mario Golf (Game Boy Color)
- Mario Golf: Toadstool Tour (Nintendo GameCube)
- Mario Golf: Advance Tour (Game Boy Advance)
- Mario Golf: World Tour (Nintendo 3DS)
- Mario Golf: Super Rush (Nintendo Switch)

## Mario Tennis
- Mario's Tennis (Virtual Boy)
- Mario Tennis (Nintendo 64)
- Mario Tennis (Game Boy Color)
- Mario Power Tennis (Nintendo GameCube)
- Mario Power Tennis (Game Boy Advance)
- Mario Power Tennis: New Play Control! (Wii)
- Mario Tennis Open (Nintendo 3DS)
- Mario Tennis Ultra Smash (Wii U)
- Mario Tennis Aces (Nintendo Switch)

## Super Mario Advance
- Super Mario Advance (Game Boy Advance)
- Super Mario World: Super Mario Advance 2 (Game Boy Advance)
- Super Mario Advance 3: Yoshi's Island (Game Boy Advance)
- Super Mario Advance 4: Super Mario Bros. 3 (Game Boy Advance)

## Paper Mario
- Paper Mario (Nintendo 64, Virtual Console)
- Paper Mario: The Thousand-Year Door (Nintendo GameCube)
- Super Paper Mario (Wii)
- Paper Mario: Sticker Star (Nintendo 3DS)
- Paper Mario: Color Splash (Wii U)
- Paper Mario: The Origami King (Nintendo Switch)

## Mario & Luigi
- Mario & Luigi: Superstar Saga (Game Boy Advance)
- Mario & Luigi: Partners in Time (Nintendo DS)
- Mario & Luigi: Bowser's Inside Story (Nintendo DS)
- Mario & Luigi: Dream Team Bros. (Nintendo 3DS)
- Mario & Luigi: Paper Jam Bros. (Nintendo 3DS)
- Mario & Luigi: Superstar Saga + Bowser's Minions (Nintendo 3DS)

## Mario + Rabbids:Kingdom Battle
- Mario + Rabbids: Kingdom Battle(Nintendo Switch)

- Mario + Rabbids: Kingdom Battle Sparks of Hope(Nintendo Switch)

## Mario vs. Donkey Kong
- Mario vs. Donkey Kong (Game Boy Advance)
- Mario vs. Donkey Kong 2: March of the Minis (Nintendo DS)
- Mario vs. Donkey Kong: Minis March Again! (DSiWare)
- Mario vs. Donkey Kong: Mini-land Mayhem! (Nintendo DS)
- Mario and Donkey Kong: Minis on the Move (Nintendo 3DS-downloadsoftware)

## Mario Clock
- Mario Clock (DSiWare, Nintendo 3DS)

## Super Mario Galaxy
- Super Mario Galaxy (Wii)
- Super Mario Galaxy 2 (Wii)

## Super Mario 64
- Super Mario 64 (Nintendo 64, Virtual Console)
- Super Mario 64 DS (Nintendo DS)

## Mario & Sonic
- Mario & Sonic op de Olympische Spelen (Wii, Nintendo DS)
- Mario & Sonic op de Olympische Winterspelen (Wii, Nintendo DS)
- Mario & Sonic op de Olympische Spelen: Londen 2012 (Wii, Nintendo 3DS)
- Mario & Sonic op de Olympische Winterspelen: Sotsji 2014 (Wii U)
- Mario & Sonic op de Olympische Spelen: Rio 2016 (Wii U, Nintendo 3DS)
- Mario & Sonic op de Olympische Spelen: Tokio 2020 (Nintendo Switch)

## Super Mario Maker
- Super Mario Maker (Wii U, Nintendo 3DS)
- Super Mario Maker 2 (Nintendo Switch)

## Compilatiespellen
- Super Mario All-Stars+Super Mario World(NES)
- Super Mario All-Stars(SNES)
- Super Mario 3D All-Stars (Nintendo Switch)

## Andere spellen
- Donkey Kong (Arcade, Virtual Console)
- Mario Bros. (NES, Virtual Console)
- Mario's Super Picross (SNES, Virtual Console)
- Mario's Time Machine (SNES)
- Mario Paint (SNES)
- Mario's Picross (Game Boy)
- Mario Clash (Virtual Boy)
- Super Mario RPG: Legend of the Seven Stars (SNES, Virtual Console)
- Super Mario Sunshine (Nintendo GameCube)
- Super Mario Ball (Game Boy Advance)
- Dancing Stage: Mario Mix (Nintendo GameCube)
- Mario Superstar Baseball (Nintendo GameCube)
- Mario Smash Football (Nintendo GameCube)
- Mario Slam Basketball (Nintendo DS)
- Mario Strikers Charged Football (Wii)
- Mario Super Sluggers (Wii)
- Mario Sports Mix (Wii)
- Yoshi's Safari (SNES)
- NBA Street V3 (Nintendo GameCube)
- SSX On Tour (Nintendo GameCube)
- Super Princess Peach (Nintendo DS)
- Super Mario Run (iOS/Android)
- Super Mario Odyssey (Nintendo Switch)

## Mario als speelbaar personage

### Game & Watch Gallery
- Game & Watch Gallery (Game Boy)
- Game & Watch Gallery 2 (Game Boy Color)
- Game & Watch Gallery 3 (Game Boy Color)
- Game & Watch Gallery Advance (Game Boy Advance)
- Game & Watch Collection (Nintendo DS)
- Game & Watch Collection 2 (Nintendo DS)

### Super Smash Bros.
- Super Smash Bros. (Nintendo 64, iQue Player)
- Super Smash Bros. Melee (Nintendo GameCube)
- Super Smash Bros. Brawl (Wii)
- Super Smash Bros. for Wii U (Wii U)
- Super Smash Bros. for Nintendo 3DS (Nintendo 3DS)
- Super Smash Bros. Ultimate (Nintendo Switch)